# Gerlando de Agrigento
Gerlando de Agrigento (Besançon?, 1030-1040 - Agrigento, Sicilia, 25 de febrero de 1100) fue un obispo de Agrigento. Es venerado como santo por la Iglesia católica.

## Biografía
Nacido en Besançon en una familia emparentada con Roger de Hauteville, futuro Roger I de Sicilia. Se distinguió por su caridad y conocimiento de las materias sagrades. Dos años después de la conquista de Sicilia por Roger, fue nombrado obispo de Agrigento en 1088, y murió en 1100.

## Veneración
Fue canonizado el 1159. Patrón de Agrigento, se conservan las reliquias en la catedral, en una urna de plata. Es invocado en Agrigento como protector contra los desastres naturales: "San Giullannu senza ddannu" ("San Gerlando, sin daño"). 

### Leyenda del dragón
Una de las tradiciones del santo dice que Agrigento era aterrorizada por un dragón que cada día la atacaba y sólo se marchaba cuando se le ofrecía una mujer virgen, a la que devoraba. El papa, con tal de liberar la ciudad y convertir a los musulmanes que allí vivían, envió a Agrigento a San Libertino, pero murió a manos de los mismos musulmanes. Envió después a Gerlando que llegó y empezó a convertirlos. Fue a la cueva del dragón y este le encadenó pero Gerlando, abriendo los brazos, rompió las cadenas y con sólo uno de sus cabellos convertido en cuerda, capturó y ató al dragón, librando así la ciudad. 